# Alvleesklierkanker

Menselijk spijsverteringsstelsel
1. mondholte
4. tong
6. speekselklieren
7. ondertongspeekselklier
8. onderkaakspeekselklier
9. oorspeekselklier
10. keelholte
11. slokdarm
12. lever
13. galblaas
14. galkanaal
15. maag
16. alvleesklier
17. ductus pancreaticus (alvleeskliergang)
19. twaalfvingerige darm
21. kronkeldarm
22. wormvormig aanhangsel
23. dikke darm
24. colon transversum
25. colon ascendens
26. blindedarm
27. colon descendens
29. endeldarm
30. anus

Alvleesklierkanker of pancreascarcinoom is een vorm van kanker die in toenemende mate voorkomt. In Nederland werden in 2014 met deze ziekte van de alvleesklier 2292 patiënten gediagnosticeerd. De meeste mensen zijn tussen de 65-85 jaar oud wanneer de diagnose gesteld wordt. In de Europese Unie nam het totaal aantal sterfgevallen toe van 56.072 in 1992 tot 90.591 in 2016.

## Typen alvleesklierkanker
Er zijn verschillende typen alvleesklierkanker. In 85% van de gevallen gaat het om ductaal adenocarcinoom, dit is een kanker die ontstaat uit de cellen van de alvleeskliergang (ductus pancreaticus). Naast adenocarcinomen kunnen er zich ook neuro-endocriene kankersoorten ontwikkelen. Deze gaan uit van weefsels die onder meer insuline en gastrine produceren en worden overeenkomstig insulinomen en gastrinomen genoemd. Deze kankers zijn nog veel zeldzamer dan adenocarcinomen.

## Klinische presentatie
Meestal is de tumor al enige tijd in de alvleesklier aanwezig voordat er klachten optreden. De klachten zijn afhankelijk van de locatie en grootte van de tumor.
De meest voorkomende klachten zijn:
- Algehele lichaamszwakte (asthenie)
- Gewichtsverlies (onbedoeld)
- Vermindering van eetlust (anorexie)
- Buikpijn

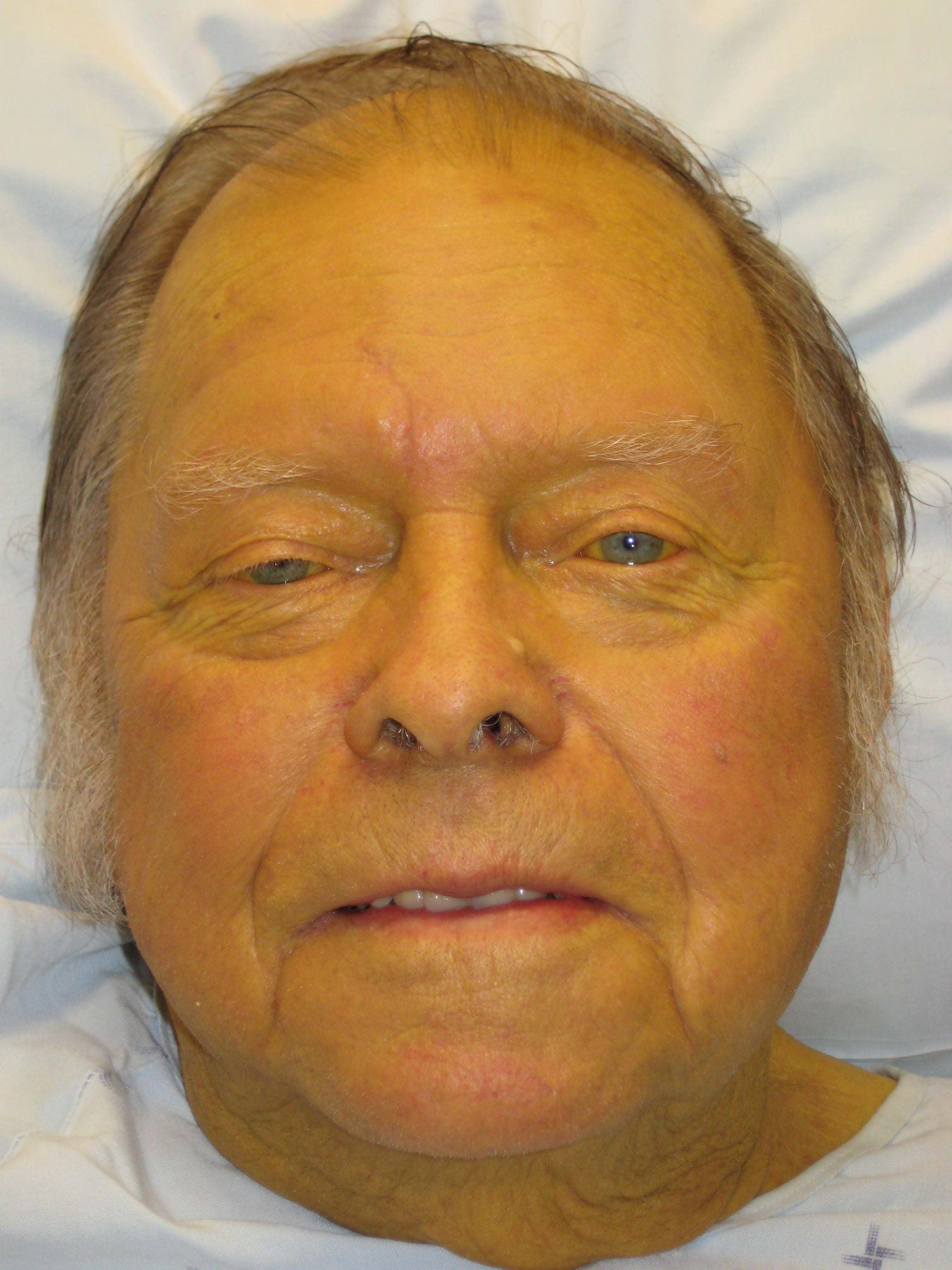
Geelzucht

In twee derde van de gevallen is de tumor in de kop van de alvleesklier gelegen; dit is het gedeelte van de alvleesklier dat het dichtst bij de darm ligt. In de kop komen de kleinere alvleeskliergangen samen in een grote alvleeskliergang. Ook is hier de afvoergang van de galblaas gelegen. Wanneer de tumor in de kop van de alvleesklier is gelegen, is de kans groter dat de grote alvleeskliergang en galgang worden dichtgedrukt en kan er geen gal en alvleeskliersap worden afgevoerd.
Als dit gebeurt dan kan er geelzucht (icterus) optreden. De ontlasting is hierbij vaak lichtgekleurd ('stopverfkleur') en de urine is erg donker (cola-kleur). In een later stadium van de ziekte kan jeuk, braken, ernstige vermoeidheid en vetdiarree ontstaan. Dit ten gevolge van opstapeling van bilirubine in het bloed die niet via de galwegen afgevoerd kan worden.

## Risicofactoren
Roken, overmatig alcoholgebruik, overgewicht en diabetes veroorzaken een hogere kans op alvleesklierkanker.

## Behandelopties
Alvleesklierkanker wordt vaak pas in een laat stadium ontdekt en behandeling van deze kanker is vaak lastig. De enige kans op langetermijnoverleving is een operatie waarbij de tumor in zijn geheel verwijderd wordt. Dit wordt een "in opzet curatieve behandeling" genoemd. Wanneer dit niet meer mogelijk is of niet meer gewenst is, wordt er gekozen voor een palliatieve behandeling.

### Curatieve behandeling

Anatomische situatie na een pancreatoduodenectomie

Slechts 15-25% van de patiënten met alvleesklierkanker komt in aanmerking voor een operatie. Er wordt dan, zo mogelijk, een pancreatoduodenectomie verricht. Deze operatie werd als eerste verricht door dr. Whipple en wordt daarom vaak ook "een Whipple-operatie" genoemd. Hierbij wordt de kop van de alvleesklier verwijderd samen met een deel van de twaalfvingerige darm, galweg, galblaas en de omliggende lymfeklieren. Hierna worden de maag, galweg en het overgebleven deel van de alvleesklier weer op de darm aangesloten. In sommige gevallen wordt er na de operatie chemotherapie aanbevolen voor een betere prognose.
Soms blijkt echter tijdens de operatie dat operatieve verwijdering niet meer mogelijk is; er wordt dan gekozen voor de palliatieve behandelopties. 

Weefsel dat verwijderd wordt bij een pancreatoduodenectomie

### Palliatieve behandelopties
Zoals eerder genoemd kan stuwing van de galwegen vervelende klachten geven. Om deze galstuwing te voorkomen en te verhelpen kan er een stent geplaatst worden. Dit is een buisje waarmee de galwegen worden opengehouden. Het plaatsen van dit buisje gebeurt meestal door middel van een endoscopische retrograde cholangiopancreaticografie.
Wanneer er tijdens de operatie ontdekt wordt dat verwijderen van de tumor niet meer mogelijk is, kan er ook operatief een omleiding aangelegd worden om de galstuwing te verminderen.
Ook kan de tumor voor een afsluiting van de darm zorgen, waardoor de maag zich niet kan leegmaken en iemand gaat braken. Om dit te verhelpen of voorkomen kan er ook een stent in de twaalfvingerige darm geplaatst worden. Als deze afsluiting tijdens de operatie ontdekt wordt of op de korte termijn verwacht wordt, kan er tijdens de operatie een omleiding gemaakt worden.
Bij patiënten waarvan al duidelijk is dat de tumor niet te verwijderen is of dat er uitzaaiingen zijn van de tumor kan chemotherapie met folfirinox of gemcitabine overwogen worden.
Hoog gedoseerde radiotherapie kan in sommige gevallen toegepast worden om hevige pijn te verlagen. Injecteren met de radioactieve stof Oncosil bij alvleesklierkanker in een vergevorderd stadium met als doel de tumor te verkleinen tot een zodanige omvang dat het mogelijk is om een operatie uit te voeren en de tumor te verwijderen is in sommige gevallen mogelijk.
Overige palliatieve zorg:
- Adequate pijnstilling
- Voeding in de palliatieve fase, een diëtiste kan hierbij helpen.
- Psychosociale zorg voor hulp met het omgaan met de ziekte en de thuissituatie.[7][11]

## Prognose
De overleving van patiënten met pancreascarcinoom is zeer gering: na vijf jaar is minder dan vijf procent van hen nog in leven. Patiënten hebben na de diagnose vaak nog maar enkele maanden te leven. De patiënten met uitzaaiingen hebben de slechtste prognose, deze is vaak maar drie tot zes maanden. Patiënten zonder uitzaaiingen, maar waarbij een operatie niet meer mogelijk is hebben een prognose van acht maanden tot een jaar. 
Na een pancreatoduodenectomie is 56,9-72,2% na 12 maanden nog in leven, na 24 maanden is dat nog maar 30,8-39,6%. De mediane overleving na een pancreaduodenectomie is 16 maanden.
De andere tumoren in en rond het pancreas zoals duodenum en neuro-endocriene kankers hebben een veel betere prognose.

## Nederland

### Behandelcentra
Volgens de European Pancreatic Cancer Index staat de pancreaskankerzorg in Nederland op het hoogste peil van Europa. Ziekenhuizen in Nederland die de zorg voor alvleesklierkankerpatiënten op zich nemen zijn:
- Academisch Medisch Centrum Amsterdam[16]
- Academisch Ziekenhuis Maastricht Maastricht[17]
- Amphia Breda[18]
- Catharina Ziekenhuis Eindhoven[19]
- De Tjongerschans Heerenveen[20]
- Erasmus Medisch Centrum Rotterdam[21]
- Isala Zwolle[22]
- Jeroen Bosch Den Bosch[23]
- Leids Universitair Medisch Centrum Leiden[24]
- Maasstad Rotterdam[25]
- Medisch Spectrum Twente Enschede[26]
- Onze Lieve Vrouwe Gasthuis Amsterdam[27]
- Radboud Universitair Medisch Centrum Nijmegen[28]
- Reinier de Graaf Gasthuis Delft[29]
- St Antonius Nieuwegein[30]
- Universitair Medisch Centrum Groningen, Groningen
- Universitair Medisch Centrum Utrecht[31]

Groningen
- Vrije Universiteit Medisch Centrum Amsterdam[33]

### Organisaties
In Nederland is sinds 2011 een landelijk multidisciplinair samenwerkingsverband actief, de Dutch Pancreatic Cancer Group, van medisch en verpleegkundige specialisten die zich dagelijks met pancreascarcinoom en andere pancreastumoren bezighouden. De DPCG verricht landelijke studies naar pancreascarcinoom, is bezig met een landelijke audit van resultaten van operaties voor alvleesklierkanker en verzorgt scholing op dit gebied. Zo wordt door de DPCG onderzoek verricht naar ablatie-technieken (radiofrequente ablatie, irreversibele electroporatie) voor situaties waarin de tumor niet operatief verwijderd kan worden. Tevens verricht de DPCG gerandomiseerd landelijk onderzoek (PREOPANC trial) naar voor-behandeling van alvleesklierkanker met gecombineerde bestraling en chemotherapie. Hierin loopt Nederland voorop in Europa. De DPCG wordt gesteund door Alp d'HuZes/KWF en heeft een landelijke alvleesklierkanker biobank (PancreasParel) opgericht waarmee 'tailored therapy' dichterbij zal komen als potentiële behandelingsoptie. De DPCG werkt samen met de stichting Living With Hope, waarin drie eerdere stichtingen (de Lisa Waller Hayes Foundation, AVKV en SPKS) zich hebben verenigd om meer slagkracht te verkrijgen en de focus op alvleesklierkanker te centraliseren.
De Alvleeskliervereniging Nederland (AVKV) is een landelijke patiëntenvereniging die opkomt voor de belangen van patiënten met een aandoening aan de alvleesklier (het pancreas). Met de AVKV zijn afspraken gemaakt over terugdringen van wachttijden in elke regio en second opinions binnen de zogenaamde 'consultatiegarantie'. Patiënten hebben binnen 48 uur contact met een expert op het gebied van alvleesklierkanker en kunnen altijd binnen een week gezien worden op een gespecialiseerd spreekuur.